# Hermann von Schade
Hermann von Schade, född 3 oktober 1888, död 26 oktober 1966 i Bielefeld, var en tysk friherre och SS-Brigadeführer. Han var bland annat inspektör för Sicherheitspolizei (Sipo) och Sicherheitsdienst (SD) (Inspekteur der Sicherheitspolizei und des SD, IdS) i Düsseldorf och ställföreträdande befälhavare för SS-Oberabschnitt Süd med tjänstesäte i München.
Hermann von Schade härstammade från den westfaliska adelsätten von Schade. Han stred i första världskriget, sårades och dekorerades med Såradmärket i svart.  År 1936 kandiderade han utan framgång till Tyska riksdagen. Han kandiderade även 1938, men förgäves.

## Utmärkelser
Hermann von Schades utmärkelser
- Järnkorset av första klassen
- Järnkorset av andra klassen
- Såradmärket i svart
- Krigsförtjänstkorset av andra klassen utan svärd
- Ärekorset
- Landesorden
- SS Hederssvärd
- SS-Ehrenring (Totenkopfring)